# Тыбъю (посёлок)
Тыбъю — посёлок в Койгородском районе Республики Коми России, входит в состав сельского поселения Подзь. Численность населения на 2023 год — 0 человек.

## Географическое положение
Посёлок расположен примерно в 6 километрах на юго-восток от центра сельсовета — посёлка Подзь и примерно в 37 километрах на запад-северо-запад от районного центра — села Койгородок.

## Климат
Территория относится к северной зоне с наименее суровыми условиями умеренно-континентального климата. Лето сравнительно короткое, средняя продолжительность безморозного периода — 102 дня, зима длинная, холодная, с устойчивым снежным покровом. Средняя годовая температура воздуха составляет 1 ºС. Среднемноголетнее количество годовых осадков — 622 мм, из них жидких — 367, смешанных — 106, твердых — 149 мм. Скорость ветра — 16—20 м/с.

## Население
В 2002 году было учтено 5 постоянных жителей, 80 % коми.
| 2010 |
| ---- |
| 2    |